# NGC 7155
NGC 7155 este o galaxie situată în constelația Indianul. A fost descoperită în 30 septembrie 1834 de către John Herschel. Se află la o distanță de 25,88 de megaparseci de Pământ.